# بیت رقطه
بیت رقطه (به عربی: بیت رقطة) یک روستا در سوریه است که در ناحیه وادی العیون واقع شده‌است. بیت رقطه ۲۶۵ نفر جمعیت دارد.